# Graham Belleiland

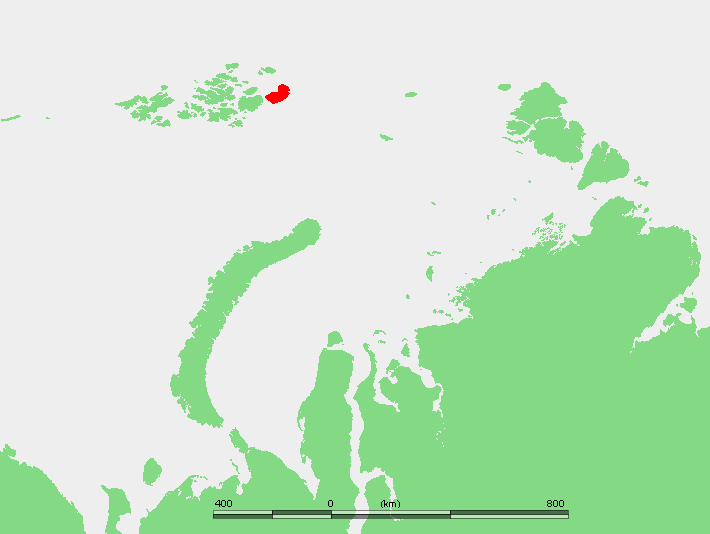
Locatie van Graham Belleiland

Graham Belleiland (Russisch: Остров Греэм-Белл, Ostrov Greem-Bell) is een eiland in de Russische archipel Frans Jozefland en behoort bestuurlijk tot de oblast Archangelsk. Het heeft een oppervlakte van 1709 km² en is vernoemd naar de Schotse uitvinder Alexander Graham Bell.
Op het eiland ligt het grootste vliegveld van de archipel, Greem Bell met een landingsbaan van 2.100 m.
Alexandraland · Georg-eiland · Graham Belleiland · Hall · Jacksoneiland · Northbrook · Rudolfeiland · Wiener Neustadteiland · Ziegler-eiland